# Go West, Young Man
Go West, Young Man (Brasil: Amores de uma Diva) é um filme estadunidense de 1936, do gênero comédia, dirigido por Henry Hathaway com roteiro de Mae West baseado na peça Personal Appearance, de Lawrence Riley.
Esta é a primeira vez que Mae estrela uma película que não foi escrita especialmente para ela, pois se trata de uma adaptação.
Tolhida pela Liga Nacional da Decência, Mae está mais rígida que escandalosa e, com isso, o ritmo do filme tornou-se mais lento que o que foi visto nos palcos. Ainda assim, o historiador Ken Wlaschin considera-o um dos dez melhores da carreira da atriz.

## Sinopse
A atriz Mavis Arden sai em excursão para promover seu filme mais recente, quando, de súbito, seu carro quebra em uma pequena cidade do interior. Como era de se esperar, ela causa um grande impacto entre os habitantes do lugar e acaba por envolver-se com Bud Norton, atendente do posto de gasolina.

## Elenco
| Ator/Atriz          | Personagem              |
| ------------------- | ----------------------- |
| Mae West            | Mavis Arden             |
| Randolph Scott      | Bud Norton              |
| Warren William      | Morgan                  |
| Alice Brady         | Senhora Struthers       |
| Elizabeth Patterson | Tia Kate Barnaby        |
| Lyle Talbot         | Francis X. Harrigan     |
| Isabel Jewell       | Gladys                  |
| Margaret Perry      | Joyce Struthers         |
| Etienne Girardot    | Professor Herbert Rigby |